# Café Guerbois

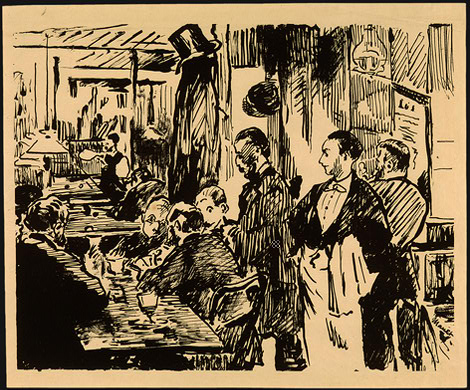
Édouard Manet: Im Café Guerbois

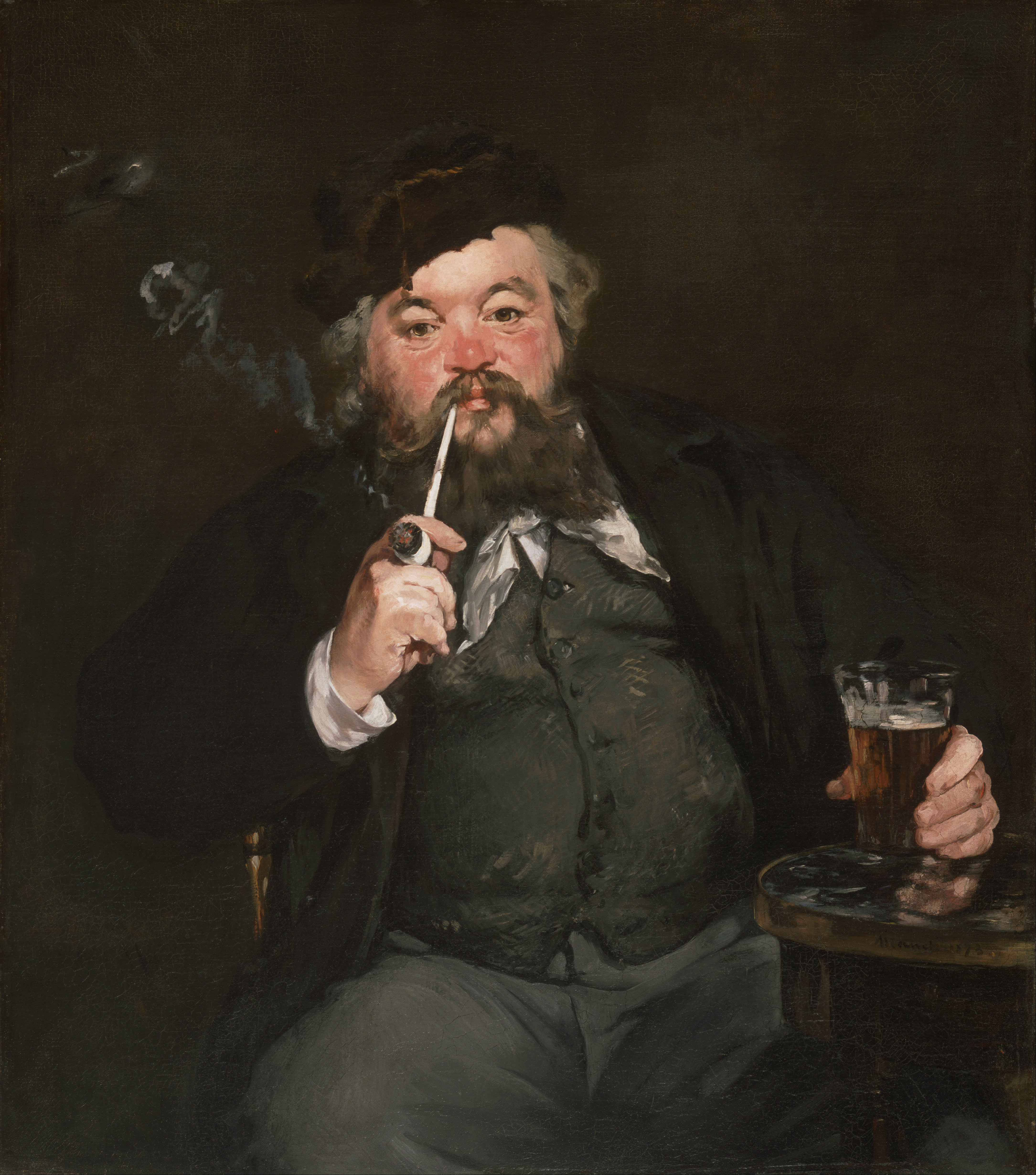
Édouard Manet: Le Bon Bock

Das Café Guerbois war ein bekanntes Künstlerlokal im Pariser Quartier des Batignolles.
Das Café befand sich in der Grande Rue des Batignolles (heute: Avenue de Clichy) Nr. 11, unweit der Ateliers von Édouard Manet und Frédéric Bazille. Nebenan befand sich das ebenfalls bei Künstlern beliebte Restaurant Père Lathuile und gegenüber lag ein Geschäft für Künstlerbedarf. Ab 1866 trafen sich im Café Guerbois neben Manet und Bazile die Malerkollegen Henri Fantin-Latour, Claude Monet, Pierre Ernest Prins, Pierre-Auguste Renoir, Alfred Sisley, Edgar Degas, Felix Bracquemond, Constantin Guys, Alfred Stevens und Camille Pissarro. Zu den weiteren Gästen gehörten der Bildhauer Zacharie Astruc, der Fotograf Nadar, der Musiker und Dichter Ernest Cabaner und die Schriftsteller und Kunstkritiker Émile Zola, Édmond Duranty und Théodore Duret. Seltener erschien auch Paul Cézanne im Café Guerbois.
Meist stand im Mittelpunkt der Gespräche die Kunst und die Diskussionen über Freiluftmalerei nahmen einen großen Raum ein. Ebenso war der jährliche Pariser Salon und die Salonjury Thema heftiger Diskussionen. Weiterhin fanden die Pariser Weltausstellung von 1867 und die dort ausgestellten japanischen Holzschnitte großes Interesse im Kreis um Manet. Claude Monet erinnerte sich später an diese Debatten: „Nichts war interessanter als diese Wortgefechte. Sie schärften unseren Geist, erfüllten uns mit Begeisterung, die wochenlang anhielt, bis eine Idee endgültige Form gewann. Wir verließen das Lokal mit gestärktem Willen, klaren Gedanken und gehobener Stimmung.“
Nach einer ebenso knappen wie kritischen Ausstellungskritik über zwei Werke Manets im Paris-Journal, war es im Café Guerbois, dass Manet den mit ihm befreundeten Kunstkritiker Duranty ohrfeigte. Daraufhin kam es am 23. Februar 1870 im Wald von Saint-Germain zum Degenduell. Duranty und Manet blieben auch nach diesem Duell Freunde. Eine andere Freundschaft im Café Guerbois entstand zwischen Claude Monet und Georges Clemenceau.
Von Manet entstand 1869 die Zeichnung mit einer Caféhausszene des Guerbois. 1873 folgte das Gemälde Le Bon Bock, auf dem der Lithograf Émile Bellot im Café Guerbois dargestellt ist. Ab etwa 1876 wechselten die Künstler ins Café de la Nouvelle Athènes und das Guerbois kam aus der Mode. Das Café existiert heute nicht mehr.